# Toast
Il toast, pane tostato o tosto, è un tipo di pane in cassetta tagliato a fette, che viene tostato con del calore secco, generalmente all'interno di un elettrodomestico specifico, detto tostapane. La tostatura lo rende croccante e piacevole al gusto. Il pane viene poi servito con burro, e marmellata a parte durante la prima colazione oppure come antipasto insieme ad ingredienti salati a piacere (burro, formaggio, prosciutto, tacchino, salmone, caviale, foie gras ecc.).

## Etimologia
La parola toast in italiano deriva dall'inglese toast, a sua volta da tost, dal verbo tosten ("tostare", "abbrustolire"), in inglese medio, dal verbo toster in francese antico, dal latino tō̆stus ("arrostito", "bruciato"), participio perfetto del verbo torreō ("arrostire", "bruciare"). Il verbo latino viene dal protoitalico *torzeō ("bruciare"), dal protoindoeuropeo *torséyeti ("rendere secco", "far seccare"), dalla radice *ters- ("secco") e il suffisso causativo *-éyeti.

## Storia
Uno dei più longevi documenti che parla di pane tostato è una ricetta di Oyle Soppys del 1430 che spiega come preparare delle cipolle aromatizzate e stufate all'interno di un gallone di birra stantia e mezzo litro di olio. Fra il quindicesimo e il sedicesimo secolo, il pane tostato veniva scartato o mangiato dopo essere stato usato per aromatizzare le bevande; quest'ultima è una tendenza che persistette ancora durante il diciassettesimo secolo.
Almeno a partire dalla metà del diciannovesimo secolo, il toast era annoverato fra le prelibatezze culinarie degli USA.
Oggi il toast è diffuso in tutto il mondo, e si presta a molte varianti salate e dolci.

## Diffusione

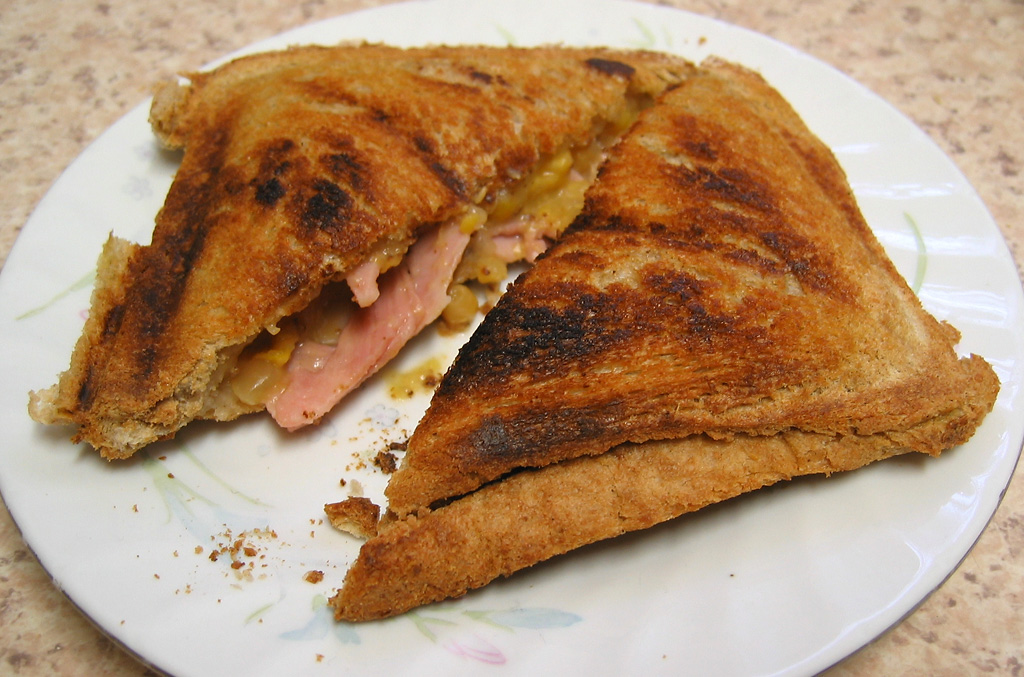
Esempio di toast farcito, comunemente definito, in Italia, semplicemente come toast

### In Asia
Vari piatti a base di toast vengono preparati in Asia. Ne sono esempi il kaya toast singaporiano, un panino dolce che contiene la kaya, e il roti bakar, pane bianco tostato farcito che si può trovare in Indonesia, Malaysia, e altre località del Sud-est asiatico.

### In Italia
In Italia, a partire dagli anni quaranta, viene comunemente definita toast una coppia di fette di pane in cassetta farcite prima della cottura con formaggio e successivamente, quando quest'ultimo inizia a filare con affettato (generalmente, prosciutto cotto; una variante prevede l'aggiunta di pomodoro a fettine). Vi sono anche delle varianti del panino con verdure, sottaceti e salse.

### Negli Stati Uniti d'America
Il toast è da molti anni a questa parte alla base della cucina americana. Il Texas toast è una variante del pane all'aglio con il pane in cassetta, che si può usare per preparare a sua volta altri alimenti, come il toast al formaggio e l'horseshoe sandwich.